# Norwegische Meisterschaften im Biathlon 1972
Die norwegischen Meisterschaften im Biathlon 1972 fanden am 4. und 5. März 1972 am Militärstützpunkt Evjemoen südlich des Ortes Evje, Provinz Aust-Agder statt. Ausgetragen wurden ein Einzelwettkampf über 20 Kilometer sowie ein Staffelrennen mit vier Startern pro Team.
Erstmals wurde der zweifache Olympiasieger Magnar Solberg norwegischer Meister, die Juniorenwettkämpfe wurden von Kjell Sætre und Erik Gjul gewonnen.

## Männer

### Einzel (20 km)
| Platz | Starter         | Verein         | Zeit      | Treffer |
| ----- | --------------- | -------------- | --------- | ------- |
| 1     | Magnar Solberg  | Trondhjem SKL  | 1:23:48 h | 16      |
| 2     | Terje Hanssen   | Trondhjem SKL  | 1:24:48 h | 16      |
| 3     | Bjørn Sirijord  | Hattfjelldalen | 1:26:33 h | 15      |
| 4     | Herulf Berntsen | HV-16          | 1:27:19 h | 12      |
| 5     | Ivar Nordkild   | Bjerkvik       | 1:27:25 h | 13      |
| 6     | Kåre Hovda      | Rødberg        | 1:27:34 h | 14      |
| 7     | Ole Per Strædet | Øvrebø         | 1:28:09 h |         |

Start: 4. März 1972

### Staffel (4 × 7,5 km)
| Platz | Starter                                                      | Region       | Zeit      |
| ----- | ------------------------------------------------------------ | ------------ | --------- |
| 1     | Kåre Åmodt Terje Hanssen Egil Åsbøl Magnar Solberg           | Ut-Trøndelag | 1:58:12 h |
| 2     | Odd Lunde Kjell Hovda Kåre Hovda Ragnar Tveiten              | Numedal      | 1:59:35 h |
| 3     | Gudmund Lien Vidar Fagerbakk Jonny Gerhardsen Bjørn Sirijord | Vefsn        | 2:01:45 h |

Start: 5. März 1972